# وصیت‌نامه دکتر کوردلیه
وصیت‌نامهٔ دکتر کوردلیه (فرانسوی: Le Testament du docteur Cordelier‎) یک فیلم تلویزیونی سیاه و سفید فرانسوی ۱۹۵۹ است که توسط ژان رنوآر کارگردانی شده‌است.